# 颶風卡蒂婭 (2017年)
颶風卡蒂婭（英語：Hurricane Katia）是自2010年飓风卡尔以來坎佩切湾最強勁的颶風。在異常活躍的2017年大西洋颶風季中的第十一個獲命名的風暴和第六個颶風，卡蒂婭起源於9月5日，一個在坎佩切灣形成的廣闊低氣壓區。陷於一個引導氣流較弱的地區，在該區蜿蜒地前進，最終在9月6日增強為颶風。新生風暴最終達到風力時速165公里的最高強度，在萨菲尔-辛普森飓风风力等级中屬二級颶風，並開始向西南方移動。不過，颶風在逼近墨西哥東部沿岸地區時與開始陸地產生相互作用並使其減弱。9月9日早上，卡蒂婭以颶風的最低標準在特科盧特拉附近登陸。風暴在數小時後迅速消散，然而它的中層環流仍然完好無缺，後來又在東太平洋催生出颶風奧蒂斯。
墨西哥至少有53個自治市受卡蒂婭影響。暴雨造成水浸和泥石流，單在哈拉帕就有65宗泥石流。雖然估計損失金額不明，但初步報告顯示有370所房屋被淹沒。已確認颶風導致三人死亡，其中兩人死於泥石流，而另一人則被洪水沖走而死。在風暴最強勁的時期，大約有77,000人失去電力。巧合的是，在該國發生大地震後數幾天，這場風暴便吹襲墨西哥，使善後和復原工作雪上加霜。颶風卡蒂婭的出現標誌着自2010年以來首次有三個同時活躍的颶風，而卡蒂婭的最高強度標誌着大西洋歷史上已知第二次、亦是自1893年以來首次有三個同時活躍並至少達二級強度的風暴。

## 氣象歷史
8月24日，一股熱帶擾動從非洲西岸移入大西洋。雖然擾動伴隨着集中的深層對流區域，但雷暴活動很快就減弱，其後擾動向西移入大西洋和加勒比海，且在超過一周的時間內只有零星發展。該系統隨後在9月3日與墨西哥灣東部的一個中層槽互相影響，即使環境條件非常不利，國家颶風中心仍開始監測其潛在的熱帶氣旋發展。該系統位於尤卡坦半岛上空，毗鄰坎佩切湾，產生混亂的驟雨和雷暴活動。在隨後的數天，條件變得更有利於發展。9月5日，系統形成一清晰的地表環流，因此該系統在中午12時處於塔毛利帕斯州－韋拉克魯斯州分界線以東約65公里處成為熱帶低氣壓。在高級散射儀（ASCAT）數據顯示出清晰的環流和每小時56公里的風速後，國家颶風中心在晚上9時發布有關第十三號熱帶低氣壓的公告。

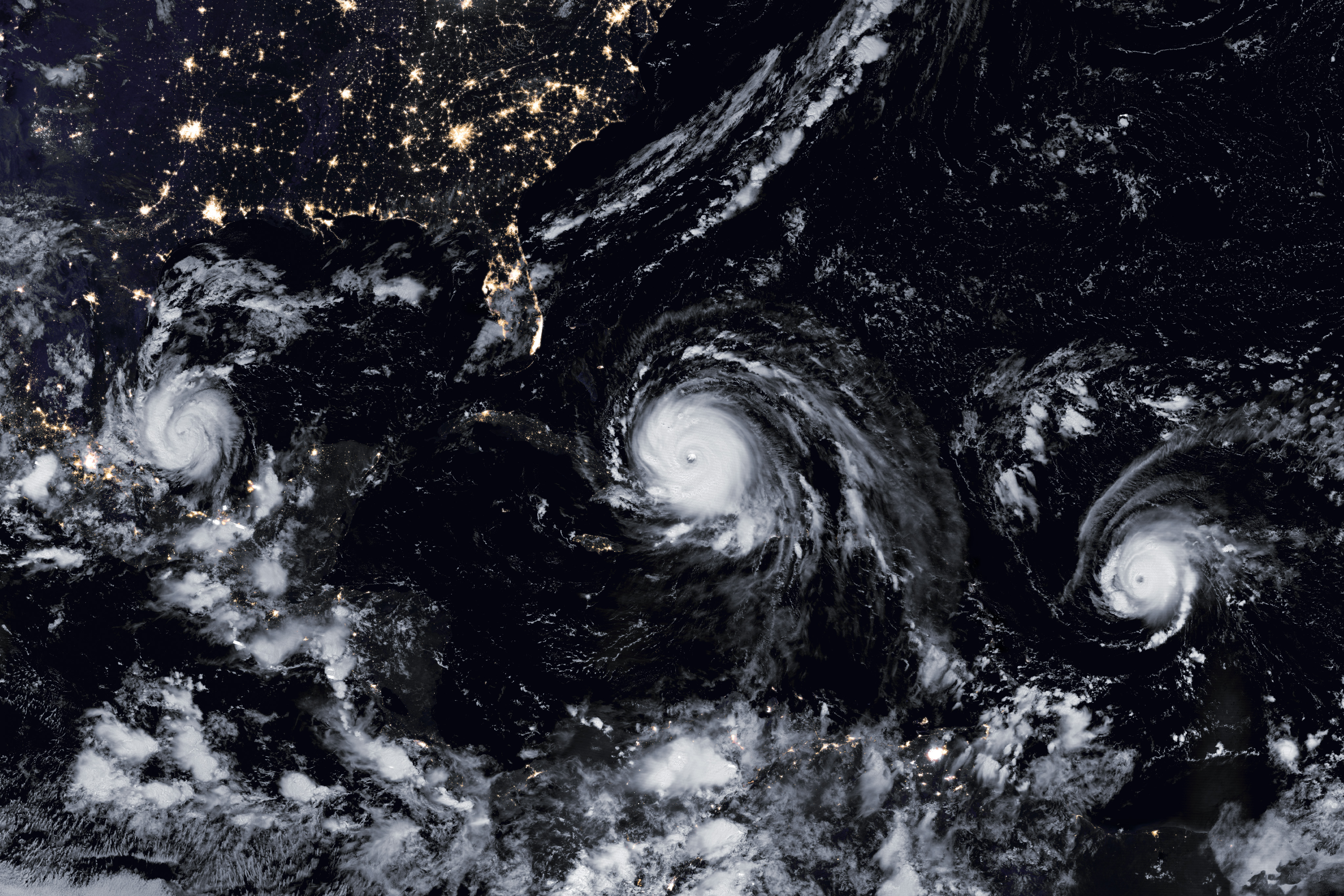
卡蒂婭（左）在2010年以來首次出現三個活躍的大西洋颶風期間威脅墨西哥東部，在卡蒂婭右側可以看到颶風伊爾瑪和何塞

陷於引導氣流微弱區域，低氣壓緩慢向東漂移。隨著风切变減弱和高海面溫度，其對流變得更有組織，該系統在9月6日增強為熱帶風暴卡蒂婭。9月6日下午，一架空中偵察機進入風暴，發現一部分眼牆和每小時122公里的地面風速；在此基礎上，國家颶風中心將卡蒂婭升級為颶風。隨著系統的停滯，對流發展成一個中心密集雲團。連同伊爾瑪和何塞在同一時間達到颶風標準，這是自2010年伊戈爾、朱莉婭和卡爾以來在大西洋盆地同時出現三個颶風。9月7日，墨西哥灣北部的一個正在發展的高壓脊促使卡蒂婭繼續向西南偏西移動，並繼續緩慢增強。9月8日中午12時，颶風增強為萨菲尔-辛普森飓风风力等级中的二級颶風；這標誌着有記錄以來第二次——另一次是1893年——大西洋盆地同時存在三個颶風並至少達二級強度。6小時後，卡蒂婭達到最大持续风速每小時165公里、最低氣壓972毫巴（百帕；28.70英寸汞柱）的最高強度。
不久，當卡蒂婭逼近韋拉克魯斯州海岸時，它的環流開始與陸地相互影響，使其迅速減弱。9月9日上午3時左右，卡蒂婭以風力時速120公里在特科盧特拉登陸。橫過墨西哥東部崎嶇不平的地形，該系統在晚上6時左右迅速減弱並消散。卡蒂婭的殘留穿越中美洲，後來進入太平洋，殘留在該處協助第十五號熱帶低氣壓的發展。這個新系統在一周後加強為颶風奧蒂斯。

## 防災措施及影響

卡蒂婭於9月9日的衛星動畫，顯示其在韋拉克魯斯州登陸前迅速減弱

為了應對風暴，韋拉克魯斯州接獲熱帶氣旋警告。9月6日晚上9時，從圖斯潘到綠湖核電站接獲颶風觀察預警，然後在翌日上午3時向北延伸到卡沃羅霍。上述颶風觀察預警在9月7日上午9時升級為颶風警報，同時從卡沃羅霍到帕努科河以及從綠湖核電站到韦拉克鲁斯收到熱帶風暴警報。隨著卡蒂婭移入內陸並消散，警告逐歩降級及終止，所有警告在9月9日中午12時前均已取消。超過4,000名居民從韋拉克魯斯州和普埃布拉州撤離。墨西哥國家氣象服務局警告居民和遊客不要訪問波波卡特佩特火山和奧里薩巴山，因為可能會發生火山泥流。墨西哥民事防护部為韋拉克魯斯州中、北部及普埃布拉州東、北部發出最高級別的紅色警報。塔毛利帕斯州南部及普埃布拉州中、南部接獲橙色警報。該機構亦向韋拉克魯斯州南部、伊達爾戈州東部、瓦哈卡州北部和特拉斯卡拉州發出黃色警報。墨西哥城、墨西哥州和聖路易斯波托西州東部則收到綠色警報。另外，莫雷洛斯州和克雷塔羅州接獲最低級別的藍色警報。
卡蒂婭在9月9日以颶風的最低標準於韋拉克魯斯的特科盧特拉附近登陸。颶風為最近受墨西哥100多年來最具破壞性地震影響的地區帶來水災、泥石流和強風。在韋拉克魯斯州的坎塞柯（Canseco），與颶風相關的最高24小時降雨量為280毫米。數條道路因被洪水淹沒而關閉，早期報告顯示約有370所房屋被淹沒。卡蒂婭在墨西哥至少53個城市造成破壞，不過每個社區的破壞一般都微不足道。哈拉帕降水量約為138毫米，相當於當地近兩個月的降雨量。暴雨在該市20個社區引發的65宗泥石流，淹沒65所房屋。據報導，泥石流導致兩人死亡。風暴吹倒在該市的22棵樹和一些樹枝。另一宗事發生在哈爾科穆爾科，一名男子被洪水沖走後喪生。在風暴高峰期，大約77,000名居民失去電力。基礎設施損失為720萬比索（40.7萬美元），而保險損失估算達5050萬比索（285萬美元）。
颶風過後，內政部秘書處獲要求宣布40個城市進入緊急狀態，授權使用聯邦資金進行救災。該請求獲得批准。墨西哥聯邦政府與墨西哥陸軍協調，為大約25,000人分發了約30,000升水和食物，特別是在哈拉帕附近。農村和佩斯卡秘書處（SEDARPA）向受颶風影響的農民派發216萬比索（12萬美元）。作為救援工作的一部分，康奈尔大学的數個學生組織為颶風伊爾瑪、卡蒂婭以及瑪麗亞的受害者開展便士戰爭籌款活動。

## 外部連結
- 美國國家颶風中心有關颶風卡蒂婭的文件存檔 （页面存档备份，存于）